# Bazyliszek (stworzenie mityczne)

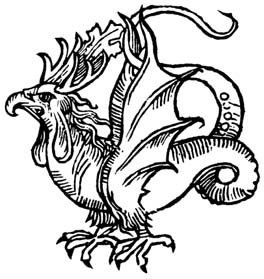
Bazyliszek na drzeworycie z 1510 roku

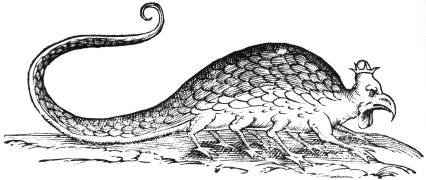
Wyobrażenie bazyliszka według Ulissego Aldrovandi z książki Serpentum et draconum historia (wyd. 1640, s.363)

Bazyliszek (gr. βασιλίσκος basiliskos, łac. regulus), czasem nazywany królem węży – mityczne stworzenie, pojawiające się w legendach, podaniach i baśniach wielu narodów (także w Polsce).
Bazyliszek, wykluwający się z jaj, które składają siedmioletnie koguty, a następnie wysiadywany 9 lat przez ropuchy lub węże, może żyć wiele wieków. Według innych legend bazyliszek jest stworzeniem, które rodzi się raz na 100 lat z jaja złożonego przez koguta. Wyglądem przypomina olbrzymiego węża, kojarzony jest także z jaszczurką. Może osiągnąć do piętnastu metrów długości. Żywi się wszelkiego rodzaju ssakami, ptakami, a także większością gadów. Jest śmiertelnym wrogiem pająków.
Jego jad, odór, a nawet spojrzenie powodowało śmierć. Fakt ten w legendach był powszechnie wykorzystywany: bohater podstępem zmuszał bazyliszka, aby ten spojrzał w lustro lub w inny przedmiot, w którym może ujrzeć swoje odbicie, aby uśmiercić gada. Naturalnym czynnikiem, który może doprowadzić do śmierci bazyliszka, jest pianie koguta. Zabić mogła go również łasica swoim zapachem.
Pliniusz Starszy w Historii naturalnej opisywał bazyliszka jako węża z jaśniejszą plamą na głowie w kształcie korony, później uważano również, że jest to czworonogi kogut, w koronie, o żółtym upierzeniu, ze skrzydłami, ogonem węża, zakończonym hakiem lub drugą kogucią głową.
Ponieważ bazyliszek zabijał wszystkie stworzenia, żył na pustyni. Pliniusz twierdził nawet, że jego spojrzenie rozsadza kamienie i wypala zieleń.

## Bazyliszek w kulturze popularnej

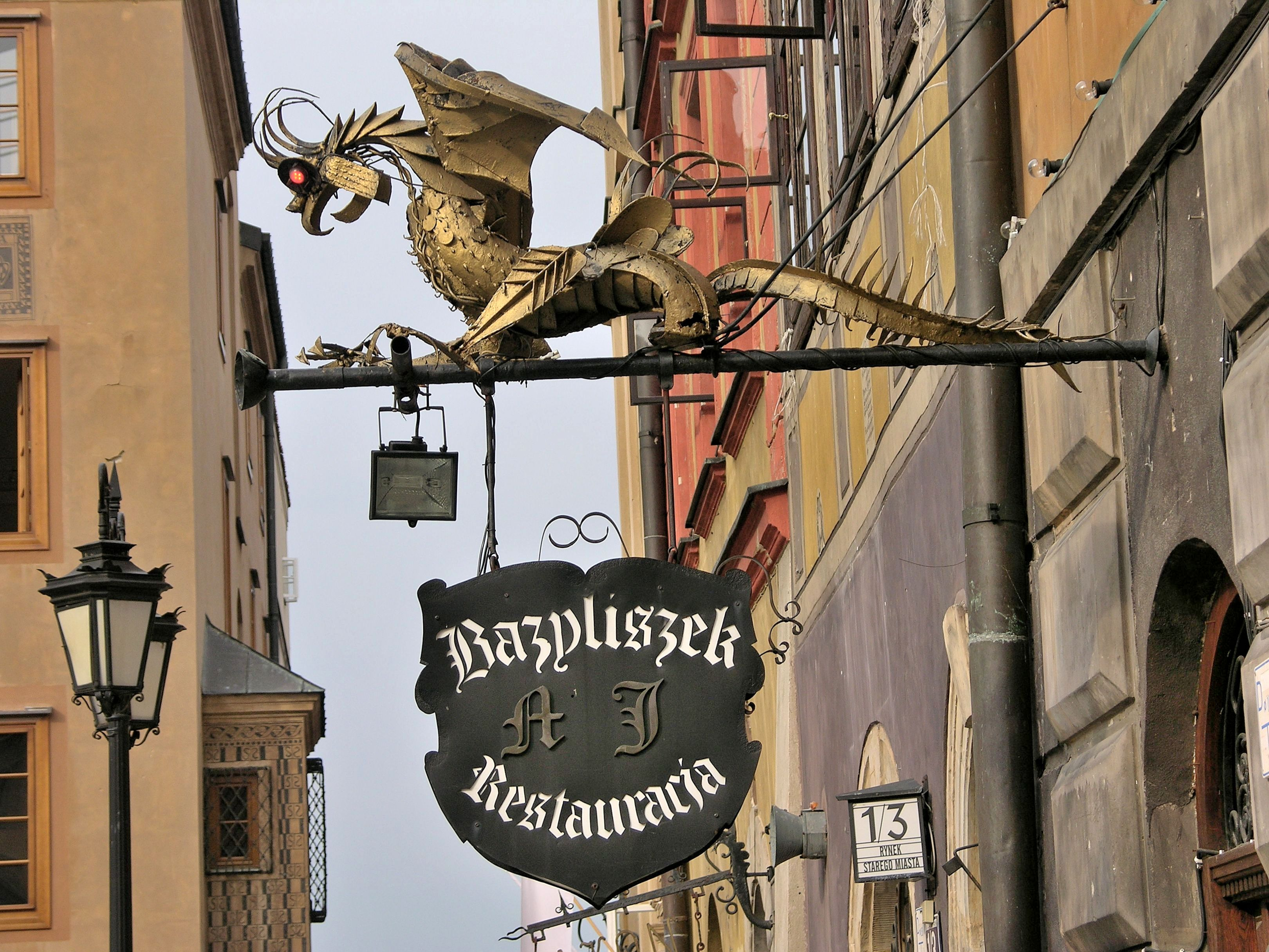
Wyobrażenie bazyliszka na Rynku Starego Miasta w Warszawie

Bazyliszka wykorzystała J.K. Rowling tworząc powieść Harry Potter i Komnata Tajemnic. W powieści potwór w postaci wielkiego węża atakował uczniów Hogwartu. Po zamku poruszał się, korzystając z rur kanalizacyjnych. Jego siedzibą była – legendarna, jak wcześniej sądzono – Komnata Tajemnic, umieścił go w niej Salazar Slytherin przed opuszczeniem zamku. Potwór miał być uwolniony z Komnaty, gdy do zamku powróci prawowity dziedzic Slytherina, aby oczyścić szkołę ze szlam. Bazyliszek zaatakował szkołę dwukrotnie – w latach 40. XX wieku, kiedy to zginęła jedna osoba, i pięćdziesiąt lat później (kilka ofiar zostało spetryfikowanych). Zapanować nad stworzeniem mogły jedynie osoby posiadające niezwykle rzadki dar porozumiewania się z wężami, tzw. wężouści.
Bazyliszek występuje też w serii książek fantasy Zapomniane Krainy. Przedstawiony jest tam jako wielki gad, polujący za pomocą kłów, pazurów, trującego oddechu i petryfikacji za pomocą spojrzenia (za pomocą bezpośredniego spojrzenia może nawet zabić). Spotkać go można m.in. w rozległym Podmroku, gdzie jako jeden z nielicznych potworów nie musi ukrywać swojej obecności.
Pojawia się także w piątej części cyklu Świat Dysku Terry’ego Pratchetta – Czarodzicielstwo, gdzie ginie w wyniku spotkania z Bagażem.
O bazyliszku (w opowiadaniu Granica możliwości), a także kuroliszku (opierzonym stworzeniu mylonym z bazyliszkiem) (Saga o wiedźminie tom 5 Pani jeziora) wspomina również Andrzej Sapkowski. W Sadze o wiedźminie bazyliszek jest jadowitym stworem o długim, jaszczurczym ogonie; posiada sierpowate szpony, błoniaste skrzydła, a także ptasi dziób. Tego straszliwego stwora boją się nawet smoki. Jego skóra jest bardzo dobrym i bardzo drogim materiałem służącym do produkcji obuwia. Istnieją mity mówiące o jego umiejętności zmieniania ludzi w kamień za pomocą spojrzenia oraz o tym, że bazyliszek rodzi się z jaja zniesionego przez koguta, a następnie wysiedzianego przez sto i jednego jadowitego węża.
We wrześniu 2009 ukazała się debiutancka powieść Tomasza Bukowskiego OBIEKT R/W 0036. Książka reprezentuje gatunek horroru historycznego. Ukazuje ona walkę Polaków i Niemców, w ogarniętej powstaniem Warszawie, z mitycznym bazyliszkiem.
Jest jednym z potworów w serii gier komputerowych Might and Magic oraz jej lepiej znanym spin-offie, Heroes of Might and Magic.

Bazyliszki występują także w serii gier Dark Souls oraz Elden Ring studia FromSoftware. Nakładają one na gracza efekt powodujący natychmiastową śmierć, a w dodatku do Elden Ring - Shadow of the Erdtree występują posągi tych samych stworzeń zabijające spojrzeniem.
Bazyliszek Vee jest jedną z drugoplanowych postaci kreskówki Sowi Dom.
Bazyliszek wiąże się też z Warszawą. Według popularnej legendy był to przerażający stwór, opisywany jako kogut, wąż lub indyk, z ogonem węża i oczami żaby. Strzegł on w staromiejskich podziemiach ukrytych skarbów, a intruzów zabijał wzrokiem. Zginął przechytrzony przez młodego czeladnika, który zszedł do podziemi, niosąc przed sobą zwierciadło. Według Artura Oppmana Bazyliszek mieszkał w piwnicy jednej z kamienic przy Krzywym Kole. Na podstawie legendy, opisanej przez Oppmana, powstały liczne ilustracje oraz jeden odcinek, z cyklu animacji, pod tytułem „Bajki polskie”.
Bazyliszek występuje również jako postać w polskim filmie krótkometrażowym z serii Legendy polskie (seria filmów) pod tytułem Legendy Polskie: Operacja Bazyliszek [online].